# 다카기 마사카츠

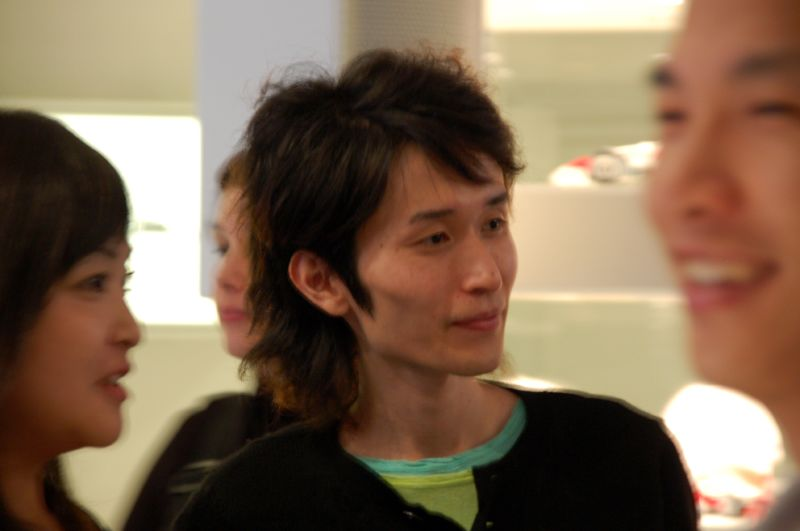

타카기 마사카츠 (高木正勝, 1979년 ~ )는 일본의 가수, 미디어 아티스트이다.

## 참가 작품

### 영화
- 《늑대아이》 (2012)
- 《꿈과 광기의 왕국》 (2013)
- 《괴물의 아이》 (2015)
- 《미래의 미라이》 (2018)

### 앨범
- 《Pia》 (2001)
- 《Opus Pia》 (2002)
- 《Journal For People》 (2008)
- 《늑대아이》 OST (2013)
- 《괴물의 아이》 OST (2016)